# ماركو إنغلهارت
ماركو إنغلهارت (بالألمانية: Marco Engelhardt) مواليد 2 ديسمبر 1980 في باد لانغنزالتسا، ألمانيا الشرقية، هو لاعب كرة قدم ألماني يلعب مع 1899 هوفنهايم الثاني في دوري المناطق الجنوبي الغربي كلاعب وسط. مثّل منتخب ألمانيا لكرة القدم. بدأ ماركو إنغلهارت مسيرته الرياضية عام 1999.

## المسيرة الاحترافية

### أندية لعب لها
- نادي كارلسروه
- نادي كايزرسلاوترن
- نادي نورنبرغ

## روابط خارجية
- ماركو إنغلهارت على موقع قاعدة بيانات كرة القدم.إي يو (الإنجليزية)
- ماركو إنغلهارت على موقع بيانات كرة القدم. دي إي (الألمانية)
- ماركو إنغلهارت على موقع ناشيونال فوتبول تيمز (الإنجليزية)
- ماركو إنغلهارت على موقع Soccerway.com (الإنجليزية)
- ماركو إنغلهارت على موقع عالم كرة القدم.نت (الإنجليزية)